# Eosentomon bolivari
Eosentomon bolivari är en urinsektsart som beskrevs av F. Bonet 1949. Eosentomon bolivari ingår i släktet Eosentomon och familjen trakétrevfotingar. Inga underarter finns listade i Catalogue of Life.